# Вовк Сергій Олександрович
Сергій Олександрович Вовк (11 серпня 1958, Київ) — український живописець, член Національної спілки художників України (1989). Представник відомої мистецької династії: син художників Надії Сиротенко (1920—2005) та Олександра Вовка (1922—2004), онук Олександра Сиротенка (1897—1975).

## Життєпис
Сергій Вовк народився 11 серпня 1958 року в Києві. Його мати, Надія Олександрівна Сиротенко, була відомою художницею, дочкою видатного українського художника і педагога Олександра Івановича Сиротенка. Батько, Олександр Іванович Вовк, — заслужений художник УРСР, знаний майстер станкового живопису та книжкової графіки. 
Я народився у майстерні і жив усе життя в родині художників. І, хоч мав можливість обирати будь-який шлях, вирішив, що продовжу родинну династію.
Життя в сім'ї художників дало можливість спостерігати за їх роботою, спілкуватися з ними та їх колегами. Батьки і дідусь були першими вчителями і дуже вплинули на Сергія під час навчання і становлення як художника.
Життя Сергія Вовка пов'язане з Києвом. Початкову художню освіту він отримав у Державній художній середній школі імені Тараса Шевченка, яку закінчив 1976 року.
З 1976 по 1982 р. навчався у Київському державному художньому інституті (майстерня станкового живопису професора В. Пузиркова). Великий вплив на творчу манеру художника, за його словами, мали майстри світового рівня Олександр Мурашко, Федір Кричевський, Олексій Шовкуненко.
З 1983 року почав виставкову діяльність. Бере участь у численних виставках різного рівня, а також має персональні виставки в Україні та за кордоном.
Роботи Сергія Вовка експонувалися на великих сімейних виставках, де був представлений творчий доробок усіх трьох поколінь мистецької родини. Вони проходили в залах Національного художнього музею України (2007), Національного музею «Київська картинна галерея» (2018), у Національному заповіднику «Софія Київська» (2018).

## Творчість
Працює у галузі станкового живопису. Улюблені жанри — пленерні натюрморти, пейзажі, портрети.
Художник любить малювати квіти. Його натюрморти відзначаються оригінальною композицією. Найчастіше фарфорова ваза або горщик з квітами поєднані з фруктами або іншим антуражем. Відтворення — темпераментне, яскраве, з великою любов'ю до зображуваного.
Джерелом натхнення Сергія Вовка є мальовнича українська природа. Низка пейзажів присвячена рідному Києву: «Андріївський узвіз», «Київська весна», «Київський вечір». В усіх присутня чудова київська архітектура.

Кожний з портретів художника відзначається не лише зовнішньою схожістю, а й інтересом до особистості.
Доля наділила Сергія Вовка природним станом лірика. Він прагне передати стан внутрішнього світу своїх портретних героїв.
Твори митця зберігаються у Національному художньому музеї України, Національному музеї «Київська картинна галерея», Національному заповіднику «Софія Київська», Тернопільському, Черкаському, Херсонському обласних художніх музеях, меморіальних музеях П. Тичини та І. Кавалерідзе, в багатьох приватних колекціях України, США, Німеччини, Ізраїлю, Швейцарії, Польщі, Бельгії, Франції, Великої Британії, Португалії, Росії, Китаю.

## Родина
Дружина Галина Володимирівна Алавердова — мистецтвознавиця, музейниця, кураторка виставкових проєктів, дослідниця сімейного архіву, авторка публікацій про художників.
Донька Світлана — улюблена модель художника.

## Вибрані твори
- Портрет дружини (1998)
- Калиновий цвіт (1998)
- Букет з квітами бузини (1998)
- Щедрість осені (1998)
- Весняне сонечко (1999)
- Над Дніпром (2001)
- Іриси (2002)
- Соняшники і калина (2003)
- Букет для Світлани (2005)
- Натюрморт з динею (2006)
- Видубичі (2006)
- Портрет Даші Пурік (2006)
- Малюємо сонечко (2008)
- Молитва за Україну (2014)
- День народження. Світлана та Ольмарі (2015)
- Портрет Світлани Вовк (2016)
- Осяяні сонцем (2016)
- Найкращі подруги (2017)

## Виставки
- 1985 — «Молодь у боротьбі за мир». Київ
- 1986 — «Київська симфонія». Київ[6]
- 1988 — «50 років СХ Украіни». Київ
- 1989 —"175 років від дня народження Т. Г. Шевченка". Київ
- 1989 — «Людина і світ». Київ
- 1994, 1995 — персональні виставки. Гамбург. Німеччина
- 1999 — «Те, що я люблю», персональна. Галерея «Ірена». Київ
- 1999 — Всеукраїнська художня виставка до 2000-летия Різдва Христового. НСХУ. Київ
- 2001 —"Прагнення світлого", персональна. Галерея «Олімп». Київ.
- 2001 — «10 років Незалежності України». НСХУ. Київ[7]
- 2003 — «Бажання весни», персональна. Галерея «Коло». Київ
- 2007 — Всеукраїнське Трієнале живопису. НСХУ. Київ
- 2007 — «Три покоління». НХМУ. Київ
- 2008 — «Без журби», персональна. Галерея «Коло». Київ
- 2009 — «Танок маленьких лебедів». Галерея «Коло 3аспи». Конча-3аспа
- 2009 — «В очікуванні весни. Крим. Ізобільне». Галерея «КалитаАртКлуб». Київ
- 2010 — «Куди відходить літо». Живопис. Галерея «КалитаАртКлуб». Київ
- 2011 — «Крим. Феодосія». Пленерний проект. Галерея «КалитаАртКлуб». Київ
- 2014 — Виставка — благодійний аукціон «Дітям Донбасу». Київ
- 2015 — «In vino veritas». Київський національний музей російського мистецтва[8]
- 2016 — Art reviviscence. Пробудження української національної ідеї. Живопис. Український дім. Київ
- 2017 — «Київські рекреації». Національний заповідник «Софія Київська»[9]
- 2018 — ІІ Всеукраїнська виставка жіночого портрету. НСХУ. Київ
- 2018 — «Живопис-життя», персональна. Національний заповідник «Софія Київська»
- 2018 — Всеукраїнська виставка до Дня Незалежності Украіни. НСХУ. Київ
- 2018 — Всеукраїнська виставка до Дня художника. НСХУ. Київ
- 2018 — Виставка до 80-річчя Київської організації НСХУ
- 2018 — «4 XL». Олександр Сиротенко, Надія Сиротенко, Олександр Вовк, Сергій Вовк. Живопис, графіка. Національний музей «Київська картинна галерея»[10]
- 2022 — «Мотиви літа», персональна. Музеї Шолом-Алейхема. Київ[11].